# Десять стадий геноцида
Десять стадий геноцида (ранее восемь стадий геноцида) — научно-исследовательский инструмент и политическая модель, созданная Грегори Стэнтоном, президентом-основателем Genocide Watch, с целью объяснить, как происходит геноцид. Последовательность этапов не является строго линейной, несколько из них могут происходить одновременно. Этапы Стэнтона представляют собой концептуальную модель без реальной выборки для анализа событий и процессов, которые приводят к геноцидам, а также модель для определения превентивных мер.

## Разработка модели
В 1996 году Стэнтон представил Государственному департаменту США справочный документ под названием «8 стадий геноцида». В статье он предположил, что геноциды происходят в восемь стадий, которые «предсказуемы, но не неизбежны». Документ был представлен вскоре после геноцида в Руанде и анализировал Холокост, геноцид в Камбодже и другие геноциды. Предложенные меры вмешательства представляли собой меры, которые правительство Соединённых Штатов и НАТО могли реализовать или повлиять на их реализацию другими европейскими странами, включая военное вторжение.
Стэнтон впервые разработал и опубликовал эту модель на лекции Фолдса в колледже Уоррена Уилсона в 1987 году, а также представил Американской антропологической ассоциации в 1987 году. В 2012 году он добавил две дополнительные стадии, дискриминацию и преследование.
Модель Стэнтона широко используется при преподавании сравнительных исследований геноцида в разных условиях, от университетских курсов до музейного образования, включая Далласский музей Холокоста и прав человека.
Стэнтон предположил, что «в конечном счёте, лучшим противоядием от геноцида является массовое образование и развитие социальной и культурной толерантности к многообразию».

## Стадии и противодействие
1. Классификация. Люди делятся на «мы и они». «Главной превентивной мерой на этой ранней стадии является развитие универсалистских институтов, которые преодолевают… разделение».
2. Символизация. «В сочетании с ненавистью символы могут быть навязаны несогласным членам групп-изгоев…» «Для борьбы с символизацией символы ненависти могут быть запрещены законом, как и язык вражды».
3. Дискриминация. «Закон или культурная власть лишают группы полноты гражданских прав: законы о сегрегации или апартеиде, лишение избирательных прав». Для противодействия необходимо «принять и обеспечить соблюдение законов, запрещающих дискриминацию. Полноценное гражданство и избирательные права для всех групп».
4. Дегуманизация. «Одна группа отрицает человеческую принадлежность другой группы. Члены последней приравниваются к животным, вредителям, насекомым или болезням». «Местные и международные лидеры должны осудить использование языка ненависти и сделать его неприемлемым с культурной точки зрения. Лидерам, разжигающим геноцид[англ.], следует запретить международные поездки и заморозить их зарубежные финансы».
5. Организация. «Геноцид всегда организован… Специальные армейские подразделения или ополчения часто обучены и вооружены…» «ООН должна ввести эмбарго на поставки оружия правительствам и гражданам стран, вовлечённых в геноцидальные массовые убийства[англ.], и создать комиссии для расследования нарушений».
6. Поляризация. «Экстремисты разъединяют группы… Лидеров арестовывают и убивают… законы нарушают фундаментальные гражданские права и свободы». «Предупреждение может означать защиту безопасности умеренных лидеров или помощь правозащитным группам… Государственным переворотам, совершаемым экстремистами, следует противодействовать при помощи международных санкций».
7. Подготовка. «Планируется массовое убийство. Жертвы идентифицируются и отделяются по признаку их этнической или религиозной принадлежности…». «На этом этапе необходимо объявить чрезвычайную ситуацию, связанную с геноцидом. Необходимо применить всестороннее дипломатическое давление со стороны региональных организаций, включая подготовку к вмешательству для предотвращения геноцида».
8. Преследование. «Экспроприация, принудительное перемещение, гетто, концентрационные лагеря». «Прямая помощь группам жертв, целевые санкции против преследователей, мобилизация гуманитарной помощи или вмешательство, защита беженцев».
9. Истребление. «Для убийц это „истребление“, потому что они не верят, что их жертвы являются в полной мере людьми». «На данном этапе только быстрое и подавляющее вооруженное вмешательство может остановить геноцид. Должны быть созданы реально безопасные зоны или коридоры для бегства беженцев под хорошо вооруженной международной защитой».
10. Отрицание. «Преступники… отрицают, что они совершили какие-либо преступления…». «Ответом на отрицание является наказание, выносимое международным трибуналом или национальным судом».

## Анализ
Другие исследователи геноцида сосредоточили внимание на культурных и политических условиях, которые приводят к геноцидам. Социолог Хелен Фейн показала, что существовавший ранее антисемитизм коррелировал с процентом евреев, убитых в европейских странах во время Холокоста. Политологи, такие как доктор Барбара Харфф, определили политические характеристики государств, которые статистически коррелируют с риском геноцида: наличие в истории государства предшествующих актов геноцида, оставшихся безнаказанными, политические потрясения, идеология изоляции, автократия, закрытые границы, массовые нарушения прав человека.
Модель Стэнтона помещает факторы риска Харффа в процессуальную структуру. Так, политическая нестабильность является характеристикой того, что Лео Купер назвал «разделёнными обществами» с глубокими разломами, как в стадии классификации; именование и идентификация членов группы происходит посредством символизации; группы, на которые направлено внимание государства, являются жертвами дискриминации; идеология исключения занимает центральное место в дегуманизации; авторитарные режимы способствуют организации групп ненависти; для стадии поляризации характерна этнически поляризованная элита; для стадии подготовки характерно отсутствие открытости для торговли и других влияний из-за пределов государства; массовые нарушения прав человека являются примерами преследований; полное или частичное истребление группы юридически представляет собой геноцид; безнаказанность предыдущих геноцидов свидетельствует об их отрицании.
Эрвин Стауб показал, что экономический кризис, политические беспорядки и дезорганизация стали отправными точками роста дискриминации и насилия во многих случаях геноцида и массовых убийств. Они приводят к тому, что определённую группу и идеологию объявляют козлом отпущения и идентифицируют как врага. Обесценивание группы, которая становится жертвой, насилие в отношении группы, которая объявляется преступной, приводящее к психологическим травмам, авторитарные культуры и политические системы, а также пассивность внутренних и внешних свидетелей – всё это способствует вероятности того, что насилие перерастает в геноцид. Интенсивный конфликт между группами, который не решён, становится трудноразрешимым и насильственным и также может привести к геноциду. В 2006 году политолог Дирк Мозес раскритиковал исследования геноцида из-за «довольно плохих результатов в прекращении геноцида».